# ذا بانيشر
ذا بانيشر (بالإنجليزية: The Punisher)‏ هو فيلم أكشن أمريكي مبني على قصة فرانك كاسل من مارفل كومكس، تم إنتاجه في سنة 2004، وهو من إخراج جوناثان هينسلي وبطولة توماس جين وجون ترافولتا وويل باتون وروي شايدر ولورا هارينج وبن فوستر وريبيكا رومين.

## القصة
تتكلم أحداث الفيلم عن رجل من تامبا في فلوريدا اسمه فرانك كاسل يُحاول الانتقام ممن قتل زوجته وطفله.

## البطولة
- توماس جين بدور فرانك كاسل
- جون ترافولتا بدور هاورد سانت
- لورا هارينج بدور ليفيا سانت
- ويل باتون بدور كوينتين غلاس
- روي شايدر بدور والد فرانك كاسل
- بن فوستر بدور سباكر ديف
- ريبيكا رومين بدور جوان
- جون بينيت بدور ناثانييل بامبو
- سامانثا ماثيس بدور ماريا إليزابيث كاسل زوجة فرانك كاستل
- ماركوس جونس بدور ويل كاسل ابن فرانك كاسل
- راسل أندروس بدور العميل جيمس ويكس
- جيمس كاربينيلو بدور بوبي سانت
- إدي جيميسون بدور ميكي فوندوتزي
- إدواردو يانيز بدور مايك تورو
- عمر أفيلا بدور جوي تورو
- كيفن ناش بدور الروسي
- مارك كولي بدور هاري هيك
- فيريل جونس بدور كانديلاريا
- توم نوفيكي بدور لنكولن
- هانك ستون بدور كاتر

## وصلات خارجية
- ذا بونيشر على موقع IMDb (الإنجليزية)
- ذا بونيشر على موقع ميتاكريتيك (الإنجليزية)
- ذا بونيشر على موقع روتن توميتوز (الإنجليزية)
- ذا بونيشر على موقع نتفليكس (الإنجليزية)
- ذا بونيشر على موقع قاعدة بيانات الأفلام العربية
- ذا بونيشر على موقع ألو سيني (الفرنسية)
- ذا بونيشر على موقع Turner Classic Movies (الإنجليزية)
- ذا بونيشر على موقع أول موفي (الإنجليزية)
- ذا بونيشر على موقع بوكس أوفيس موجو (الإنجليزية)
- ذا بونيشر على موقع فيلمافينيتي (الإسبانية)
- ذا بونيشر على قاعدة بيانات الأفلام على الإنترنت